# Analpapille (Anatomie)
Analpapillen (auch Morgagni-Papillen) sind Bildungen am Übergang vom Mastdarm in den Analkanal im Bereich der Linea dentata. Hier sind in der Schleimhaut sechs bis acht Längsfalten (Columnae rectales, Morgagni-Falten). Sie laufen in kleine, zackenförmige Ausziehungen aus, die Analpapillen. Zwischen diesen Papillen münden in Einsenkungen (Krypten) der Schleimhaut die Proctodealdrüsen.
Vergrößerte Analpapillen werden als Analpolyp (Syn. Fibroma pendulans, Hypertrophe Analpapille, Analfibrom, „Katzenzahn“) bezeichnet. Diese gutartige, derbe und glatte Bildung kann mehrere Zentimeter groß werden. Sie kann gestielt sein und beim Stuhlgang am Anus sichtbar werden.

## Weblink
- Hypertrophe (vergrößerte) Analpapille – Leitlinie der AWMV, PDF, 2002